# Institut de mécanique des fluides de Lille (ONERA Lille)
Le centre de Lille de l'Office national d'études et de recherches aérospatiales (ONERA) est un centre de recherches aéronautiques et spatiales. 
Il est localisé sur le site historique où a été créé l’institut de mécanique des fluides de Lille (IMFL) en 1929. Il est inscrit à l'inventaire général du patrimoine culturel.
L'une des divisions de l'ONERA Lille est le laboratoire de mécanique des fluides de Lille Kampé de Fériet, formant une fédération de recherches CNRS (FRE CNRS 2017) entre l'ONERA, l'Université de Lille, l'École centrale de Lille et l'École nationale supérieure des arts et métiers de Lille.

## Héritage
En 1929, le ministère de l’Air français cherche à organiser des études et recherches propres à assurer le développement de l’aéronautique française et il saisit la faculté des sciences de Lille de ses préoccupations. Une commission est nommée. Elle propose de créer un institut spécialisé qui poursuivrait deux buts : d’une part, de donner à de futurs ingénieurs les bases d’une culture théorique et expérimentale sur l’aéronautique ; d’autre part, d’orienter l’activité de chercheurs vers des recherches d’ordre théorique « exigeant une culture scientifique et notamment mathématique déjà étendue ». 
L'institut de mécanique des fluides de Lille (IMFL) est créé le 26 mars 1930, inauguré en 1934, sous la tutelle de la faculté des sciences de Lille et du ministère de l'Air français. Il existe donc antérieurement à la structuration de l'ONERA sous sa forme actuelle (1946). Il est situé sur le terrain de l'ancien manœuvres militaires devant la porte de Valenciennes détruite en 1935 et des fortifications arasées à la même époque et à proximité de l'éphémère aéroport de Lille en activité à la fin des années 1930. 
Son premier directeur est le professeur Joseph Kampé de Fériet. Théoricien réputé et spécialiste en turbulences dans la lignée du professeur Boussinesq, Kampé de Fériet enseignait à la faculté des sciences de Lille un certificat de mécanique des  fluides . Cet enseignement était associé à la formation des élèves-ingénieurs d'option mécanique de l'Institut industriel du Nord (École centrale de Lille).
L'IMFL est géré directement par l'ONERA dans la période 1946-1950. Il est alors dirigé par André Martinot Lagarde, successeur de Kampé de Fériet. L'IMFL est intégré dans l'université des sciences et technologies de Lille dans la période 1950-1983, puis à nouveau géré directement par l'ONERA après 1983, sous le nom d'ONERA - Centre de Lille,.
Depuis ses débuts, l'IMFL a pour vocation la recherche théorique et expérimentale principalement dans le domaine aéronautique et comprend des souffleries aérodynamiques verticales et horizontales depuis 1938, rénovées à plusieurs reprises. Le site et certaines de ses souffleries sont recensées à l'inventaire du patrimoine national des monuments historiques français. Une partie des installations et des équipes de l'IMFL a été déplacée à Toulouse au début de la Seconde Guerre mondiale. Des installations hydrauliques sont mises en service à l'IMFL en 1958. En 1971, est mis en service un laboratoire de mesure et d'analyse de vibrations. En 1975, est établie une station d'essais polyvalente comprenant expérimentations sous rafales horizontales, atterrissage, crash. En 2002 est inaugurée une tour de crash d'une hauteur de 15 mètres permettant de simuler la résistance des structures et des matériaux aux chocs. Un laboratoire d'essais en vol libre est doté d'une catapulte et d'un générateur de rafales.

## Organisation et axes de recherches

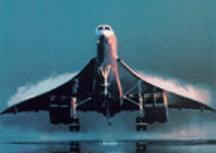
Avion supersonique Concorde

Les axes de recherche du centre ONERA de Lille sont mis en évidence par son organisation :
- département DAAA - Aérodynamique, aéroélasticité, acoustique[13]
- département DMAS - Matériaux et structures [14]
- service « Études et réalisation de maquettes ».

## Moyens d'essais

### Essais aérodynamiques et hydrodynamiques
- Soufflerie de site 6 m × 2 m avec représentation de la couche limite marine.
- Soufflerie Eiffel Ø 2,4 m.
- Tunnels hydrodynamiques.
- Canal hydrodynamique/bassin de traction 1,5 m × 1,5 m (longueur 22 m).
- Souffleries de recherche.

### Essais en vol
- Laboratoire d’essais en vol B20 (catapulte, zone d’observation 15 m × 15 m × 60 m, système de trajectographie optique, générateurs de rafales latérales ou verticales, moyens de visualisations des tourbillons).
- Soufflerie verticale SV4 : basses vitesses (< 50 m/s), veine circulaire 4 m avec dispositifs de simulation dynamique de mouvements (balance rotative, suspension à câbles à 6 degrés de liberté « Sacso »).

### Essais mécaniques
- Fatigue des matériaux en sollicitation uniaxiale (10 tonnes) et des structures (poutres) tri-axiale.
- Caractérisation statique uniaxiale (10 t et 30 t) des matériaux.
- Caractérisation dynamique des matériaux, assemblages et structures : vérins dynamiques 5 & 10 t, 10 et 20 m/s, barres de Hopkinson, lanceurs à gaz, tour de « crash ».